# Landtagswahlkreis Köln VIII
Der Landtagswahlkreis Köln VIII war ein Landtagswahlkreis in Nordrhein-Westfalen. Er entstand mit der Landtagswahl 1980 neu, wurde zur Landtagswahl 2005 jedoch wieder aufgelöst. Er konnte stets von der SPD gewonnen werden.

## Geschichte
Zur Landtagswahl 1980 wurden die Wahlkreise neugeformt, nachdem eine Kommunalreform stattfand und Köln durch Eingemeindungen vergrößerte. So gewann Köln einen Wahlkreis hinzu. Köln VIII umfasste zunächst den Stadtbezirk Kalk.
1980 gewann John van Nes Ziegler den Wahlkreis mit absoluter Mehrheit. 1985 konnte Norbert Burger den Wahlkreis verteidigen und auch 1990 bekam er die meisten Stimmen. 1995 fiel die SPD unter 50 %, stellte mit Burger aber weiterhin den direkt gewählten Abgeordneten.
Mit der Landtagswahl 2000 wurde die Wahlkreisbeschreibung in Köln überarbeitet. Dadurch umfasste Köln VIII nunmehr den Stadtbezirk Mülheim, während Kalk nunmehr von Köln VII abgedeckt wurde. Es fand also eine Art „Tausch“ statt. Das Direktmandat gewann Marc Jan Eumann mit 46,7 Prozent.
Zur Landtagswahl 2005 verlor Köln einen Wahlkreis. Köln VIII wurde somit aufgelöst. Mülheim bildet heute den Wahlkreis Köln VII, Kalk wird auf die Wahlkreise Köln V und Köln VI aufgeteilt.